# Ciipher
 (octobre 2023).
La mise en forme du texte ne suit pas les recommandations de Wikipédia : il faut le « wikifier ».
Les points d'amélioration suivants sont les cas les plus fréquents. Le détail des points à revoir est peut-être précisé sur la page de discussion.
- Les titres sont pré-formatés par le logiciel. Ils ne sont ni en capitales, ni en gras.
- Le texte ne doit pas être écrit en capitales (les noms de famille non plus), ni en gras, ni en italique, ni en « petit »…
- Le gras n'est utilisé que pour surligner le titre de l'article dans l'introduction, une seule fois.
- L'italique est rarement utilisé : mots en langue étrangère, titres d'œuvres, noms de bateaux, etc.
- Les citations ne sont pas en italique mais en corps de texte normal. Elles sont entourées par des guillemets français : « et ».
- Les listes à puces sont à éviter, des paragraphes rédigés étant largement préférés. Les tableaux sont à réserver à la présentation de données structurées (résultats, etc.).
- Les appels de note de bas de page (petits chiffres en exposant, introduits par l'outil «  Source ») sont à placer entre la fin de phrase et le point final[comme ça].
- Les liens internes (vers d'autres articles de Wikipédia) sont à choisir avec parcimonie. Créez des liens vers des articles approfondissant le sujet. Les termes génériques sans rapport avec le sujet sont à éviter, ainsi que les répétitions de liens vers un même terme.
- Les liens externes sont à placer uniquement dans une section « Liens externes », à la fin de l'article. Ces liens sont à choisir avec parcimonie suivant les règles définies. Si un lien sert de source à l'article, son insertion dans le texte est à faire par les notes de bas de page.
- La présentation des références doit suivre les conventions bibliographiques. Il est recommandé d'utiliser les modèles {{Ouvrage}}, {{Chapitre}}, {{Article}}, {{Lien web}} et/ou {{Bibliographie}}. Le mode d'édition visuel peut mettre en forme automatiquement les références.
- Insérer une infobox (cadre d'informations à droite) n'est pas obligatoire pour parachever la mise en page.

Pour une aide détaillée, merci de consulter Aide:Wikification.
Si vous pensez que ces points ont été résolus, vous pouvez retirer ce bandeau et améliorer la mise en forme d'un autre article.
Ne doit pas être confondu avec Cipher.
Ciipher (coréen : 싸이퍼) est un boys band sud-coréen créé par le chanteur sud-coréen Rain sous Rain Company. Le groupe est composé de Hwi, Hyunbin et Keita. Initialement composé de sept membres, le groupe a fait ses débuts le 15 mars 2021 avec le mini-album (EP) I Like You . Les membres Tan, Tag, Dohwan et Won, qui faisaient partie de la composition originale du groupe, ont quitté Ciipher le 9 août 2023.

## Histoire

### Pré-débuts
La préparation des débuts du groupe a duré trois ans. À propos de la sélection des membres de ce groupe, le premier signé sous Rain Company, Rain a déclaré : « De nombreux facteurs ont été pris en compte dans le processus de création de Ciipher, mais lorsque j'ai rencontré ces jeunes, j'ai senti que je pouvais tout parier sur eux. Pas seulement mon temps ou mes compétences, mais tout ce que j'ai eu et ce que j'ai fait. Que le groupe ait de bons résultats ou non, je ne pense pas que je regretterai les choses que j'ai données à ce groupe. C'est dire à quel point ils sont talentueux et bien élevés".
Avant de rejoindre le groupe, de nombreux membres avaient auditionné dans de célèbres programmes télévisés ou suivi un entraînement auprès d'autres grands labels"Rain announces new boy group Ciipher under his management". The Independent. December 12, 2020. Archived from the original on January 20, 2021. Retrieved March 2, 2021.. En décembre 2014, Tan a participé à l'émission de téléréalité "survival show" de Mnet, No.Mercy sous son nom de naissance Choi Seok-won. Cependant, il n'a pas fait partie de la composition finale du boys band Monsta X en 2015. Keita et Dohwan étaient d'anciens concurrents de l'émission YG Treasure Box du label YG, mais ils n'ont tous deux pas fait partie des gagnants de la série. Won était un concurrent de Under Nineteen sous son nom de naissance Park Sung-won. Il est devenu membre du groupe final de l'émission en terminant à la 7e place. Won a fait ses débuts en tant que membre de 1the9 le 13 avril 2019 et le groupe s'est officiellement séparé le 8 août 2020,,. Hyunbin était un ancien concurrent de Produce X 101 sous Starship Entertainment,,, et a été éliminé lors de l'épisode 8, terminant à la 32e place.

### Débuts avecI Like YouetBlind(2021)
Le 12 décembre 2020, Rain a annoncé que Ciipher ferait ses débuts avec son premier mini-album I Like You le 15 mars 2021.
Le 28 septembre 2021, Ciipher a sorti son deuxième mini-album, Blind.

### Depuis 2022:The Code,Boys PlanetetFantasy Boys, Evnne et changements de membres
Le 11 mai 2022, Ciipher a sorti son troisième mini-album, The Code.
Keita et Tag ont participé à l'émission de télé-réalité de Mnet, Boys Planet et le 20 février 2023, Hyunbin est devenu candidat à Fantasy Boys.
Le 3 août, il a été annoncé que Keita ferait ses débuts en tant que membre du projet de boys band Evnne et le 9 août, il a été annoncé que les membres Tan, Tag, Dohwan et Won avaient quitté le groupe.

## Membres
Adapté de leur profil Naver et de leur profil sur le site web.

### Actifs
- Hwi (휘)
- Hyunbin (현빈)

### Inactifs
- Keita (케이타)

### Anciens membres
- Tan (탄)
- Tag (태그)
- Dohwan (도환)
- Won (원)

## Discographie

### Mini-albums
| Titre                        | Détails | Meilleures positions dans les classements | Ventes         |
| Titre                        | Détails | COR                                       | Ventes         |
| ---------------------------- | --- | ----------------------------------------- | -------------- |
| I Like You (coréen : 안꿀려) | - Sortie : 15 mars 2021 - Label : Rain Company, Kakao Entertainment - Formats : CD, téléchargement numérique Liste des chansons 1. "Solo" (모태솔로) 2. "I Like You" (안꿀려) 3. "Give Me Love" 4. "Fire" 5. "Fall in Love"                 | 28                                        | - COR : 16 475 |
| Blind                        | - Sortie : 28 septembre 2021 - Label : Rain Company, Kakao Entertainment - Formats : CD, téléchargement numérique Liste des chansons 1. "Moon Night" 2. "Blind" (콩깍지) 3. "Joker" 4. "Go Ahead" 5. "That's Okay" (괜찮아)                 | 7                                         | - COR : 24 264 |
| The Code                     | - Sortie : 11 mai 2022 - Label : Rain Company, Kakao Entertainment - Formats : CD, téléchargement numérique Liste des chansons 1. "The Code (Intro)" 2. "Fame" 3. "Slam the Door" 4. "On a Highway" 5. "You" (너를 다시) 6. "Stay" (있을게) | 8                                         | - COR : 12 320 |

### Singles
| Titre | Année | Meilleures positions | Album      |
| Titre | Année | COR                  | Album      |
| --- | ----- | -------------------- | ---------- |
| "I Like You" (안꿀려)                                                                                                | 2021  | —                    | I Like You |
| "Blind" (콩깍지) | 2021  | —                    | Blind      |
| "Fame" | 2022  | —                    | The Code   |
| "—" désigne les versions qui ne sont pas entrées dans le classement ou qui n'ont pas été publiées dans cette région. |       |                      |            |

## Vidéographie

### Clips musicaux
| Titre                 | Année | Ref.   |
| --------------------- | ----- | ------ |
| "I Like You" (안꿀려) | 2021  | [ 21 ] |
| "Blind"               | 2021  | [ 22 ] |
| "Fame"                | 2022  | [ 23 ] |

## Récompenses et nominations
| Cérémonie                          | Année | Catégorie                                      | Candidat(s) | Résultat   | Ref.   |
| ---------------------------------- | ----- | ---------------------------------------------- | ----------- | ---------- | ------ |
| Asia Artist Awards                 | 2021  | Prix de Popularité du Groupe d'Idols Masculins | Ciipher     | Nomination | [ 24 ] |
| Korea Culture Entertainment Awards | 2021  | Prix de la Star de la K-Pop                    | Ciipher     | Lauréat    |        |